# Meat Beat Manifesto
Meat Beat Manifesto (ou abreviado por Meat Beat ou MBM) é uma banda britânica de música eletrônica originalmente composta por Jack Dangers e Jonny Stephens formada em 1987 em Swindon.

## História
Dangers e Stephens deixaram o grupo Perennial Divide em 1988 para gravar um álbum, mas as fitas foram destruídas em um incêndio no estúdio usado antes de terem sido lançadas. A dupla então gravou o LP Storm The Studio, que os definiu na cena da música industrial. Em maio de 1990, foi lançado 99%, com influências do techno. Em agosto do mesmo ano foi lançado Armed Audio Warfare, um esforço em recriar as faixas perdidas do que seria o primeiro álbum da banda.
Os concertos da dupla era concebidos como uma experiência audio-visual intensa, com dançarinos liderados pelo coreógrafo Marcus Adams e em trajes desenvolvidos pelo estilista Craig Morrison; além disso, vídeos musicais acompanhando os instrumentos ao vivo. Nos Estados Unidos, ele abriram concertos para o Nine Inch Nails em sua turnê nacional de estréia em 1990.
O álbum Satyricon (1992) continuou a mosrtar a banda adotando um som eletrônico mais acessível, creditando influências de bandas mais novas como Orbital, Shamen e The Orb. O álbum produziu os hits "Mindstream" e "Circles".
Em 1994 a banda realocou-se da Inglaterra para San Francisco, resultando na saída de Stephens da banda. Dangers continuou no MBM, lançando o álbum duplo Subliminal Sandwich em 1996. Marcado pela estréia na banda na gravadora Nothing Records (de Trent Reznor), o álbum não teve o mesmo sucesso comercial e com a crítica que lançamentos anteriores. 
Em 1997 Dangers recrutou o baterista Lynn Farmer e o guitarrista Jon Wilson para gravar e lançar Actual Sounds + Voices, com influências mais evidentes do grupo no jazz fusion. A gravação ainda incluiu a presença do saxofonista Bennie Maupin, e o single "Prime Audio Soup" tornou-se parte da trilha sonora do filme The Matrix. Jon Wilson deixou a banda antes da turnê de 1998-1999, sendo substituído por Mark Pistel.
Em 2002, o Meat Beat lançou RUOK?. No ano seguinte foi lançado o álbum de remixagens Storm The Studio, seguido de ...In Dub, um álbum de remixagens de RUOK?. At the Center foi lançado em 29 de maio de 2005, uma colaboração entre Jack Dangers e os músicos de jazz Peter Gordon, Dave King e Craig Taborn.
Entre 2005 e 2006, o MBM lançou uma turnê mundial, a primeira desde 1999. Em maio de 2007 Jack Dangers lançou um álbum duplo de antigas demos da banda, assim como uma versão instrumental do álbum Purge do Perennial Divide: Archive Things 1982-88 / Purged.

## Discografia

### Álbuns
- 1989 - Storm The Studio
- 1990 - Armed Audio Warfare
- 1990 - 99%
- 1992 - Satyricon
- 1996 - Subliminal Sandwich
- 1998 - Actual Sounds + Voices
- 2002 - RUOK?
- 2003 - Storm The Studio RMXS
- 2004 - ...In Dub
- 2005 - At The Center
- 2008 - Autoimmune